# Shu Du de Cai
Shu Du de Cai (蔡叔度, significant Oncle Du de Cai) o Caishu Du, nascut com Ji Du (姬度), va ser el primer governant de l'Estat de Cai des de 1046 aEC fins a la seva mort. Va ser el cinquè fill del Rei Wen de Zhou (周文王) i la seva dona Taisi (太姒). Va tenir divuit germans, deu dels quals eren germans de sang, i Ji Yi (姬邑) o Boyi Kao (伯邑考); Ji Fa （姬發）, el Rei Wu de Zhou (周武王); Ji Xian (姬鲜), l'Oncle de Guan (管叔); i Ji Dan (姬旦), el Duc de Zhou; eren els germans grans de Ji Du. Se li donà el feu de Cai i el títol d'Oncle (Duc) de Cai (蔡叔) per part del seu segon germà després que ell va enderrocar l'últim rei de Shang, el Rei Zhou de Shang. Va ser coronat en l'actual Shàngcài (上蔡), Zhùmǎdiàn, Hénán. Juntament amb els seus germans l'Oncle de Guan (管叔) i l'Oncle de Huo (霍叔), eren coneguts com els Tres Guardians (三监). Quan va faltar el Rei Wu, el seu fill el Rei Cheng era massa jove i el seu oncle, el Duc de Zhou, va esdevenir regent. Veient que el poder del Duc de Zhou anava incrementant-se, els Tres Guardians engelosiren i es revoltaren en contra de Zhou juntament amb Wu Geng. El Duc de Zhou va sufocar la revolta, i Cai Shu fou bandejat del país. El Rei Cheng reinstaurà al fill de Cai Shu, Hu, com el Sobirà de Cai.